# Telebasis paraensei
Telebasis paraensei – gatunek ważki z rodziny łątkowatych (Coenagrionidae).